# نيك بارتون
نيك بارتون (بالإنجليزية: Nick Barton)‏ هو أحيائي بريطاني، ولد في 30 أغسطس 1955.